# توماس ثوردارسون
توماس ثوردارسون (بالدنماركية: Tomas Thordarson)‏ (ولد عام 1974) هو مغني دانمركي- آيسلندي، فاز بترشيح أغنية «شايم أون يو» (بالإنجليزية: Shame on You)‏ لتمثيل الدنمارك في مسابقة الأغنية الأوروبية، واحتلت الأغنية المركز الثالث عشر في نصف النهائي وفشلت الدنمارك في التأهل.

## المسيرة الفنية
بدأ ثوردارسون إلى الغناء في بلاكارد ستاتسيميناريوم. ثم انضم كمغن رئيسي إلى فرقة موسيقية لموسيقى الفانك والسول. شارك في عام 2001 شارك في البرنامج الإذاعي المحلي «ستار أوف ذا نايت».
في عام 2004 تم ترشيحه لجائزة إل جي بي تي الدنمارك في فئة مثلي الجنس لهذا العام.

## الحياة الخاصة
ثوردارسون مثلي الجنس علنا.
دخل في شراكة مسجلة مع شريكه منذ عام 2003، وقاما بتبني طفل منذ عام 2002.

## روابط خارجية
- توماس ثوردارسون على موقع ميوزك برينز (الإنجليزية)
- توماس ثوردارسون على موقع ديسكوغز (الإنجليزية)